# کوه پرسل
کوه پرسل (به انگلیسی: Purcell Mountains) یک رشته‌کوه در کانادا است که در بریتیش کلمبیا واقع شده‌است.